# Velló d'or

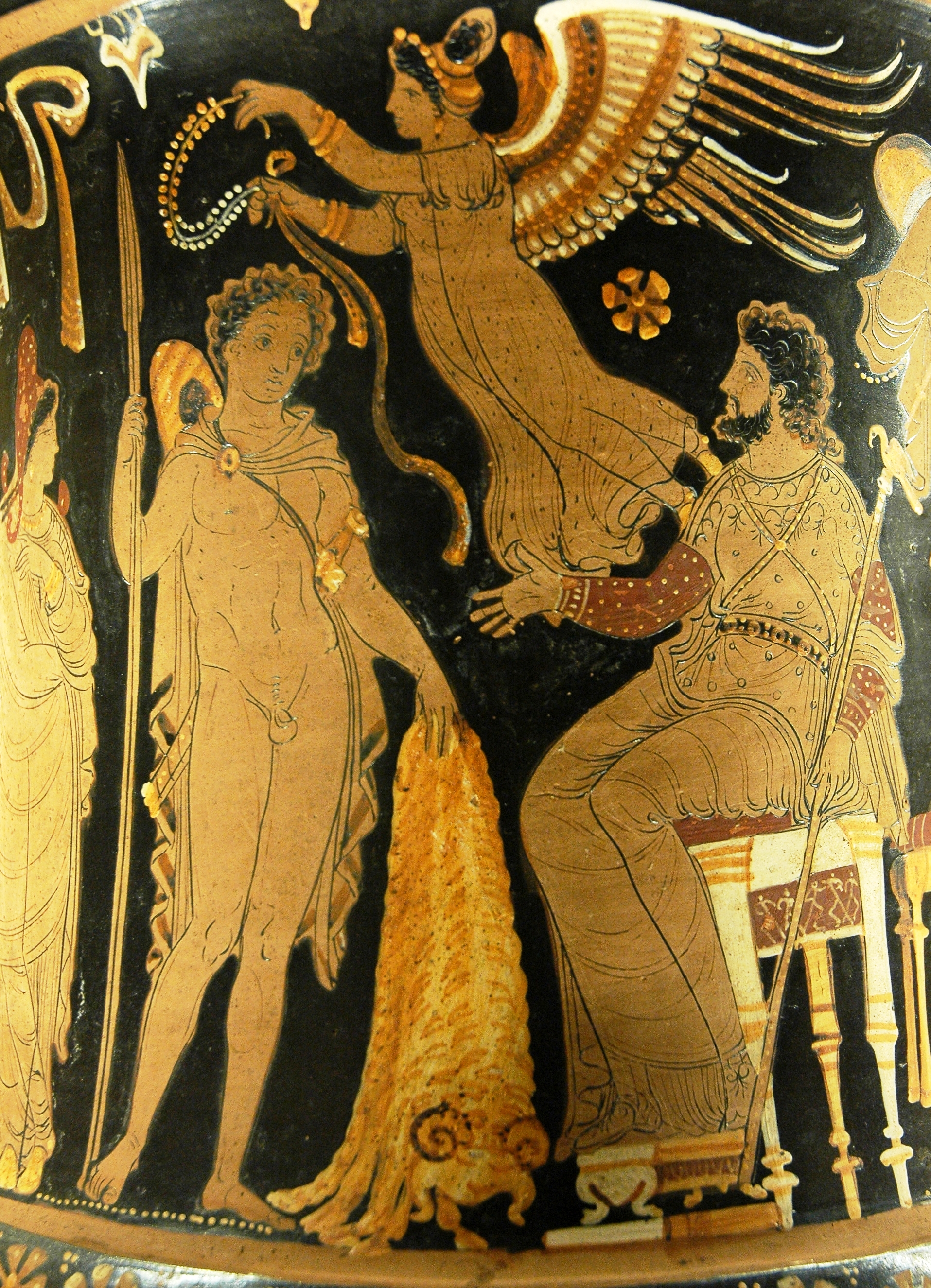
Jàson torna amb el velló d'or en un crater vermell de la Pulla, c. 340-330 aC

En la mitologia grega, el velló d'or era el velló del moltó alat Crisòmal (en grec antic: Χρυσομαλλος, literalment 'dels flocs d'or'). Apareix en la història de Jàson i els argonautes, que van partir a buscar-lo per aconseguir que Jàson ocupés justament el tron de Iolcos a Tessàlia. La història era popular en l'època d'Homer (segles IX-VIII aC) i probablement data del segle xiii aC o del segle xiv aC. La tradició té diverses formes, on varien certs detalls. Per exemple,una versió de la història deia que el xai era fill de Posidó i de Teòfane, i amb menys freqüència de Nèfele (en realitat mare de Frixos).

## El mite
Atamant, rei de la ciutat d'Orcomen de Beòcia (una regió del sud-est de Grècia) va prendre com a primera dona la dea núvol Nèfele, amb qui va tenir una filla, Hel·le i un fill, Frixos. Més tard va repudiar Nèfele i es va casar amb Ino, filla de Cadme. D'aquest segon matrimoni van néixer Learc i Melicertes. Ino, gelosa dels seus fillastres, va planejar matar-los (en algunes versions, va persuadir Atamant de sacrificar Frixos, ja que era l'única manera d'acabar amb una fam). Nèfele (o el seu esperit) es va aparèixer als seus fills amb un moltó alat que tenia la llana d'or. Els nens van muntar-lo per fugir tot travessant la mar, però Hel·le va caure i es va ofegar a l'estret d'Hel·lespont, anomenat així en honor seu. El moltó va portar Frixos fins a Còlquida, a la llunyana platja del mar Euxí, on el va sacrificar i va penjar-ne la pell en un arbre (en diverses versions un roure) consagrat a Ares, i va ser des de llavors custodiada per un drac. I allà hi va ser fins que Jàson se'n va apoderar. El moltó es va convertir en la constel·lació d'Àries.
Jàson va sortir a buscar el velló d'or perquè Pèlias (mig-germà d'Èson que havia ocupat el tron de Tessàlia quan no li corresponia) li va dir que si volia ser rei, que per herència li tocava, havia de portar-li el velló d'or. Això va donar lloc a la llegenda dels argonautes.

## Interpretacions
S'han realitzat intents d'interpretar el velló d'or no sols com un objecte extravagant en un mite sinó com el reflex d'un objecte o pràctica cultural real. Així, per exemple, s'ha suggerit diverses vegades que la història del velló d'or significava l'arribada de la ramaderia a Grècia des de l'est, o que al·ludia al blat daurat o al sol.
Una interpretació més estesa relaciona el velló d'or amb un mètode per extreure or dels rius que està ben avalada (però només des de prop del segle v aC) a la regió de Geòrgia a l'est de la mar Negra. Moltonines d'ovella, de vegades esteses sobre marcs de fusta, se submergien en el corrent d'aigua i els grans d'or que baixaven del riu s'hi recollien. Els vellons es penjaven llavors als arbres per assecar-los abans d'espolsar o pentinar l'or.
L'antic origen del mite en temps anteriors a la literatura vol dir que totes les interpretacions existents són molt posteriors i, en major o menor grau, racionalitzacions que pateixen del molt incomplet coneixement de la cultura en què va sorgir. La majoria ha estat de fet criticada en la literatura arqueològica. Un intent de construir una explicació més plausible mitjançant la seva ubicació en el que es coneix d'aquesta cultura assenyala, curiosament, una de les primeres propostes, en concret que el velló d'or representa la idea de la reialesa i la legitimitat: d'aquí el viatge de Jàson a buscar-lo, per restaurar el legítim govern de Iolcos.

## Toisó d'or
Al segle xv, el velló va ser escollit com a símbol per a la cadena o condecoració de l'Orde del Toisó d'Or (en francès toison = velló). Aquest orde cavalleresc subsisteix encara avui, amb dos titulars: el rei d'Espanya i el cap de la casa dels Habsburg.